# Проєкти Герба України Георгія Нарбута
Проєкти герба України Георгія Нарбута — розроблені українським художником Георгієм Нарбутом у 1918 році проєкти Державного Герба Української Держави та Великого Герба Української Держави.

## Авторитетний знавець геральдики
Український художник-графік Георгій Нарбут був знавцем геральдики. Він ілюстрував і оформляв унікальне геральдично-генеалогічне видання книги «Малоросійський Гербовник» Владислава Лукомського і Вадима Модзалевського, 1914. Художник зробив малюнки оригінальних і незатверджених гербів, герба графа Розумовського, герба Чернігівської губернії, обкладинки і фронтиспіса. Вміщено описи та малюнки гербів близько 700 українських родів, із вказівкою родоначальника роду і посиланням на джерела інформації. Владислав Лукомський виконав геральдичну частину праці: він розшукував герби, визначав та описував їх. Вадим Модзалевський зібрав матеріал з архівів та приватних зібрань і склав генеалогічну частину видання. Також Нарбут ілюстрував книги: «Герби гетьманів Малоросії» (1915), «Старовинна архітектура Галичини» (Юрія Лукомського, 1905), «Стародавні садиби Харківської губернії» (1917) тощо. Нарбут Георгій Іванович використовував декоративні шрифти та орнаменти в стилі українського бароко. Також Нарбут відтворив самостріл (такий, як на гербі Київського магістрату XVI—XVIII століття). Нарбут був переконаний, що створюючи герб, потрібно звертати увагу на вимоги геральдики, бути глибоко ознайомленим з ними.

## Доручення гетьмана Скоропадського

Проєкт герба Української Держави.

У 1917 році з відродженням української державності постало на порядку денному важливе питання створення державних символів. Проголошення незалежності (УНР) спонукало до створення герба України.
Гетьман Павло Скоропадський з приходом до влади доручив виготовити проєкт Державного Герба Української Держави 1918 року українському художнику Георгію Нарбуту. Спочатку Нарбут розробив малу Державну Печатку. Вона являла собою коло, в центрі якого розмішувався Державний Герб. По боках цього кола був напис нарбутівським шрифтом  — «УКРАЇНСЬКА» (праворуч від емблеми) «ДЕРЖАВА» (ліворуч від емблеми).
А згодом, в середині листопада 1918 року Георгій Нарбут підготував проєкт Державного Герба.
Спеціальна комісія схвалила проєкт Георгія Нарбута, проте остаточного офіційного затвердження не було.
Також є свідчення, що Нарбут розробив також проєкти великого Герба Української Держави. На ньому навколо центральної частини були розміщені герби етнічних українських земель.

## Опис проєкту герба Нарбута
Георгій Нарбут узяв за основу національну символіку гетьманської держави Війська Запорозького. На восьмикутному щиті синього кольору в центрі був розміщений козак, одягнений у золоті орнаментовані шати. Над щитом козака вивищувався золотий тризуб — знак Великого князя Володимира. Козак був обернений праворуч, а довкола його щита знаходився срібний кантуш, розписаний у рослинному бароковому стилі.
Тризуб набув популярності в УНР, тому що його було зображено на введених у грудні 1917 року карбованцях. Перший грошовий знак УНР — 100 карбованців. Георгій Нарбут використав барокові елементи і геральдичні знаки — тризуб і герб Київського магістрату часів Великого князівства Литовського у вигляді арбалету. Так тризуб став популярним символом і зрештою перетворився на малий герб УНР. З 22 січня 1919 року Тризуб став використовуватися і як герб Західної області УНР. Залишався він гербом гетьманської держави П. Скоропадського, а також Директорії.